# دوایت میشن (اکلاهما)
دوایت میشن(به انگلیسی: Dwight Mission) شهری در ایالت اکلاهما کشور ایالات متحده آمریکا است که جمعیت آن در سرشماری سال ۲۰۱۰ میلادی، ۵۵ نفر بوده‌است.